# Arqueopitècids
Els arqueopitècids (Archaeopithecidae) són una família de notoungulats (mamífers prehistòrics) que inclou tres gèneres, Acropithecus, Archaeopithecus i Teratopithecus, tots de l'Eocè de Sud-amèrica (McKenna i Bell, 1997).